# 堤川駅
堤川駅（チェチョンえき）は、大韓民国忠清北道堤川市栄西洞にある、韓国鉄道公社（KORAIL）の駅。

## 概要
中央線、太白線、忠北線の乗り入れ駅である。太白線の起点駅であり、忠北線も正式には鳳陽駅が終点であるが全列車が当駅まで乗り入れる。
太白線のミンドゥンサン駅から分岐する旌善線へと、栢山駅から分岐する嶺東線へ乗り入れる列車の中に、本駅を経由する列車が存在する。

### 利用可能な路線
- 韓国鉄道公社
  - 中央線
  - 太白線（起点）
  - 忠北線（正式には鳳陽駅が終点であるが全列車が当駅まで乗り入れる）

## 歴史
- 1941年9月1日 - 朝鮮総督府鉄道（当時）京慶線の駅として開業[1]。
- 2005年
  - 1月1日 - 韓国鉄道庁が韓国鉄道公社に改称。
  - 1月30日 - 堤川駅構内列車追突事故（朝鮮語版）発生。
- 2021年1月5日 - 中央線KTXの運行開始。

## 駅構造
相対式・島式ホーム2面6線の地上駅。

### のりば
| ホーム | 路線       | 直通路線 | 種別                                                 | 行先                                       | 備考                           |
| ------ | ---------- | -------- | ---------------------------------------------------- | ------------------------------------------ | ------------------------------ |
| 1 ・ 2 | 忠北線     | 京釜線   | ムグンファ号・ヌリロ・O-Train                        | 忠州・清州・五松・大田・ソウル・東大邱方面 |                                |
| 1 ・ 2 | 中央線上り |          | ムグンファ号・ヌリロ・ITX-セマウル・旌善アリラン列車 | 万鍾・龍門・上鳳・清凉里方面               |                                |
| 3 ・ 4 | 中央線下り | 東海線   | ムグンファ号・ITX-セマウル                           | 栄州・安東・慶州・太和江・釜田方面         |                                |
| 3 ・ 4 | 中央線下り | 嶺東線   | O-Train                                              | 春陽・汾川・鉄岩方面                       |                                |
| 3 ・ 4 | 太白線     | 嶺東線   | ムグンファ号・ヌリロ                                 | 寧越・太白・東栢山・東海方面               | 正東津・江陵に東海駅で乗り継ぎ |
| 3 ・ 4 | 太白線     | 旌善線   | 旌善アリラン列車                                     | ミンドゥンサン・アウラジ方面               |                                |

## 駅周辺
- 南堂初等学校
- 堤川栄川洞郵便局

## 隣の駅
韓国鉄道公社
中央線
KTX
原州駅 - 堤川駅 - 丹陽駅
ITX-セマウル
鳳陽駅 - 堤川駅 - 丹陽駅
ムグンファ号
鳳陽駅/三灘駅（忠北線直通） - 堤川駅 - 丹陽駅
太白線
ムグンファ号
原州駅（中央線直通） - 堤川駅 - 双龍駅
旌善アリラン列車
原州駅（中央線直通） - 堤川駅 - 寧越駅